# Entomobrya
Entomobrya är ett släkte av urinsekter. Entomobrya ingår i familjen brokhoppstjärtar.

## Dottertaxa tillEntomobrya, i alfabetisk ordning[1][2]
- Entomobrya albocincta
- Entomobrya anthema
- Entomobrya arborea
- Entomobrya arnaudi
- Entomobrya arula
- Entomobrya assuta
- Entomobrya atrocincta
- Entomobrya bicolor
- Entomobrya californica
- Entomobrya cingula
- Entomobrya clitellaria
- Entomobrya comparata
- Entomobrya confusa
- Entomobrya corticalis
- Entomobrya decemfasciata
- Entomobrya dissimilis
- Entomobrya duolineata
- Entomobrya erratica
- Entomobrya exalga
- Entomobrya gisini
- Entomobrya griseoolivata
- Entomobrya guthriei
- Entomobrya haikea
- Entomobrya hihiu
- Entomobrya insularis
- Entomobrya intermedia
- Entomobrya kalakaua
- Entomobrya kea
- Entomobrya kincaidi
- Entomobrya laguna
- Entomobrya laha
- Entomobrya lanuginosa
- Entomobrya ligata
- Entomobrya malena
- Entomobrya marginata
- Entomobrya mauka
- Entomobrya mauna
- Entomobrya mineola
- Entomobrya multifasciata
- Entomobrya multifasciatus
- Entomobrya muscorum
- Entomobrya nani
- Entomobrya nicoleti
- Entomobrya nigriceps
- Entomobrya nivalis
- Entomobrya nyhusae
- Entomobrya panoanoa
- Entomobrya perpulchra
- Entomobrya powehi
- Entomobrya puakea
- Entomobrya purpurascens
- Entomobrya quadrilineata
- Entomobrya sabulicola
- Entomobrya sauteri
- Entomobrya sinelloides
- Entomobrya socia
- Entomobrya spectabilis
- Entomobrya superba
- Entomobrya suzannae
- Entomobrya triangularis
- Entomobrya troglodytes
- Entomobrya unostrigata
- Entomobrya washingtonia
- Entomobrya zona